# Reykjavíkurkjördæmi suður

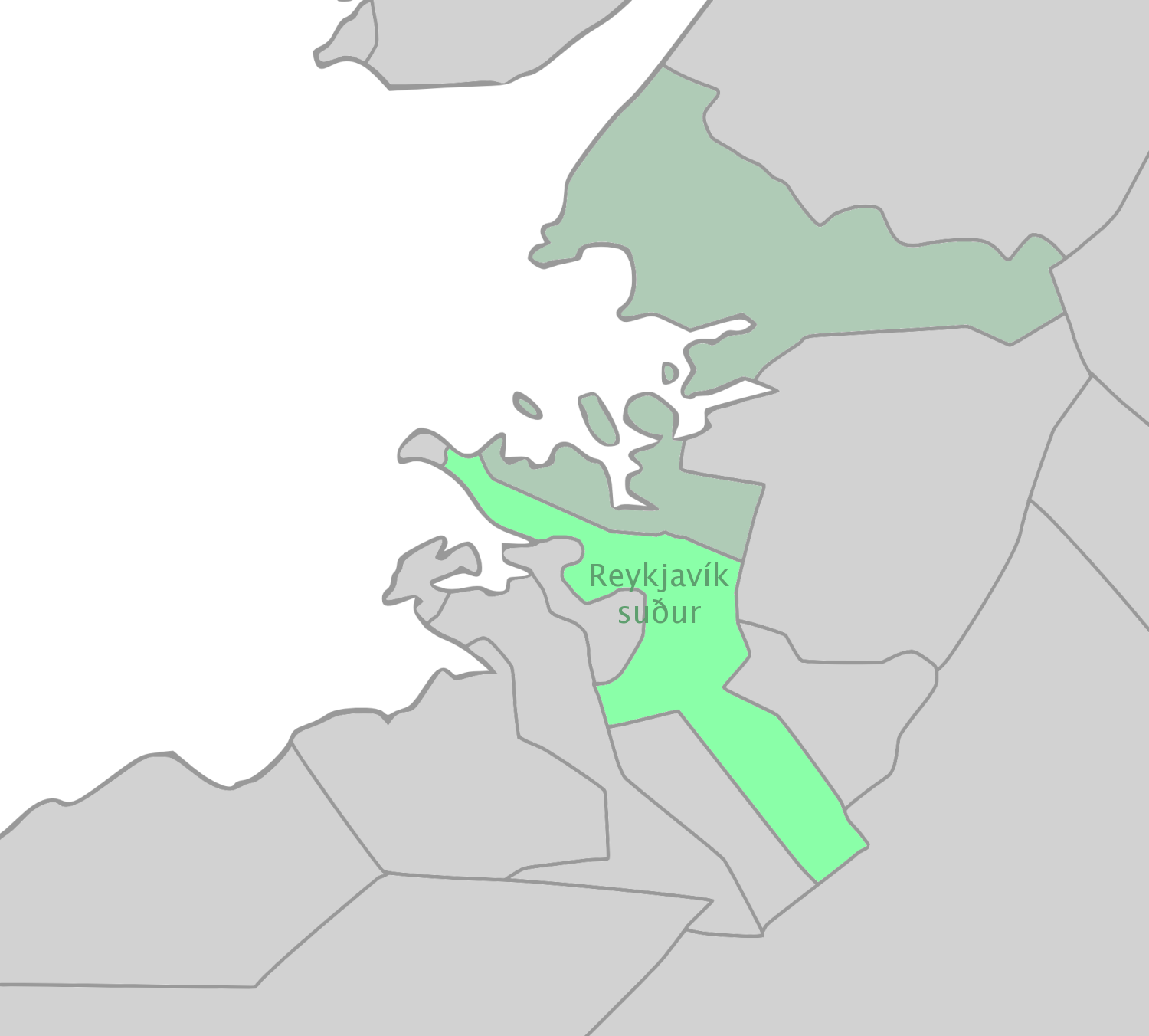
Reykjavíkurkjördæmi suður

Reykjavíkurkjördæmi suður (Wahlkreis Reykjavík Süd) ist seit 2003 einer der sechs Wahlkreise in Island.
Elf Abgeordnete vertreten im Alþingi die 43.398 Wahlberechtigten (Stand: 2007) aus dem südlichen Teil der Hauptstadtgemeinde Reykjavíkurborg. Die genaue Teilung der Stadtgemeinde nimmt der Landeswahlleiter fünf Wochen vor dem Wahltag vor, damit etwa die gleiche Anzahl von Wahlberechtigten durch einen Abgeordneten vertreten werden.